# 323-тя піхотна дивізія (Третій Рейх)
323-тя піхотна дивізія (Третій Рейх) (нім. 323. Infanterie-Division) — піхотна дивізія Вермахту, що входила до складу німецьких сухопутних військ у роки Другої світової війни.

## Історія
323-тя піхотна дивізія сформована 15 листопада 1940 року в XIII військовому окрузі на території Франконії під час 13-ї хвилі мобілізації вермахту. Формування здійснювалося за рахунок батальйонів 62-ї та 73-ї піхотних дивізій. З травня 1941 року по квітень 1942 року 323-тя піхотна дивізія виконувала окупаційні обов'язки на північному заході Франції.
Відповідно до наказу від 7 лютого 1942 року дивізія була переформована зі статичної в штурмову з проведенням посиленої підготовки для продовження служби на Східному фронті. Раніше неукомплектовані полки дивізії були доведені до повного штату в березні 1942 року шляхом додавання 13-ї та 14-ї роти до кожного з піхотних полків і додавання четвертого дивізіону важких гармат до штату артилерійського полку.
У травні 1942 року дивізія прибула на Східний фронт, і з червня підключилася до важких боїв на воронізькому напрямку. Після важких боїв за Тим, Щигри, Землянськ, Касторне, частини дивізії билися за опанування Воронежу. З січня 1943 року 323-тя піхотна дивізія воювала разом з іншими дивізіями VII німецького корпусу та IV угорського корпусу, і частини дивізії підтримували флангову оборону 75-ї піхотної дивізії разом з частинами 57-ї піхотної дивізії та залишками 340-ї та 377-ї піхотних дивізій між 23 і 25 січня. В результаті значних втрат у лютому 1943 року чисельність формування була скорочена до бойової групи («кампфгрупа»), а незабаром залишки дивізії були приєднані до 75-ї піхотної дивізії та 26-ї піхотної дивізії. Вела бойові дії на курському напряму, відступала через східну Україну, оборонялася на правому березі Дніпра північніше Києва, де дивізія була остаточно офіційно розформована 2 листопада 1943 року, після чого залишки перетворилися на 323-тю дивізійну групу.

## Райони бойових дій
- Німеччина (листопад 1940 — травень 1941);
- Франція (травень 1941 — травень 1942);
- Східний фронт (південний напрямок) (травень 1942 — листопад 1943).

## Командування

### Командири
- генерал-лейтенант Макс Мюльман (нім. Max Mühlmann) (15 листопада 1940 — 10 січня 1942);
- генерал-лейтенант Ганс Берген (нім. Hans Bergen) (10 січня — 5 листопада 1942);
- генерал-лейтенант Віктор Кох (нім. Viktor Koch) (5 листопада — 25 грудня 1942);
- генерал-майор Андреас Нойбаєр (нім. Andreas Nebauer) (25 грудня 1942 — 2 лютого 1943).
- оберст Кошелла (нім. Koschella) (2 лютого — 2 листопада 1943).

### Підпорядкованість
| Час         | Корпус                | Армія                   | Група армій (округ)   | Штаб             |
| ----------- | --------------------- | ----------------------- | --------------------- | ---------------- |
| 1940        |                       |                         |                       |                  |
| листопад    | формування            |                         | XIII військовий округ | Франконія        |
| 1941        |                       |                         |                       |                  |
| січень      | формування            |                         | XIII військовий округ | Франконія        |
| 9 квітня    | LX КОПр               | 15-та армія             | Група армій «D»       | Валансьєнн       |
| 1942        |                       |                         |                       |                  |
| 1 січня     | LX КОПр               | 15-та армія             | Група армій «D»       | Валансьєнн       |
| 24 березня  | XXXVII КОПр           | 15-та армія             | Група армій «D»       | Валансьєнн       |
| 1 травня    | —                     | 15-та армія             | Група армій «D»       | Валансьєнн       |
| 2 травня    | передислокація        | передислокація          | Група армій «Південь» | Південна Україна |
| 2 липня     | —                     | Армійська група «Вайкс» | Група армій «Південь» | Південна Україна |
| 9 липня     | —                     | Армійська група «Вайкс» | Група армій «B»       | Південна Україна |
| 17 липня    | VII ак                | 2-га армія              | Група армій «B»       | Воронеж          |
| 19 липня    | Корпусна група «Блюм» | 2-га армія              | Група армій «B»       | Воронеж          |
| 24 серпня   | VII ак                | 2-га армія              | Група армій «B»       | Воронеж          |
| 1943        |                       |                         |                       |                  |
| 1 січня     | VII ак                | 2-га армія              | Група армій «B»       | Воронеж          |
| березень    |                       | 2-га армія              | Група армій «Центр»   | Курськ           |
| 1 травня    | VII ак                | 2-га армія              | Група армій «Центр»   | Суми             |
| серпень     | VII ак                | 4-та танкова армія      | Група армій «Південь» | Суми             |
| 1 листопада | VII ак                | 4-та танкова армія      | Група армій «Південь» | Київ             |

### Склад
| 1941                                   | 1943                   |
| -------------------------------------- | ---------------------- |
| 591-й піхотний полк                    |                        |
| 593-й піхотний полк                    |                        |
| 594-й піхотний полк                    |                        |
|                                        | 323-й лижний батальйон |
| 323-й артилерійський полк              |                        |
| 323-й інженерний батальйон             |                        |
| 323-й протитанковий дивізіон           |                        |
| 323-й дивізійний батальйон зв'язку     |                        |
| 323-тє дивізійне управління постачання |                        |